# Olympische Winterspiele 2010/Teilnehmer (Hongkong)
| Gelbes Symbol für Goldmedaillen mit stilisierten Olympischen Ringen | Graues Symbol für Silbermedaillen mit stilisierten Olympischen Ringen | Braundes Symbol für Bronzemedaillen mit stilisierten Olympischen Ringen |
| ------------------------------------------------------------------- | --------------------------------------------------------------------- | ----------------------------------------------------------------------- |
| —                                                                   | —                                                                     | —                                                                       |

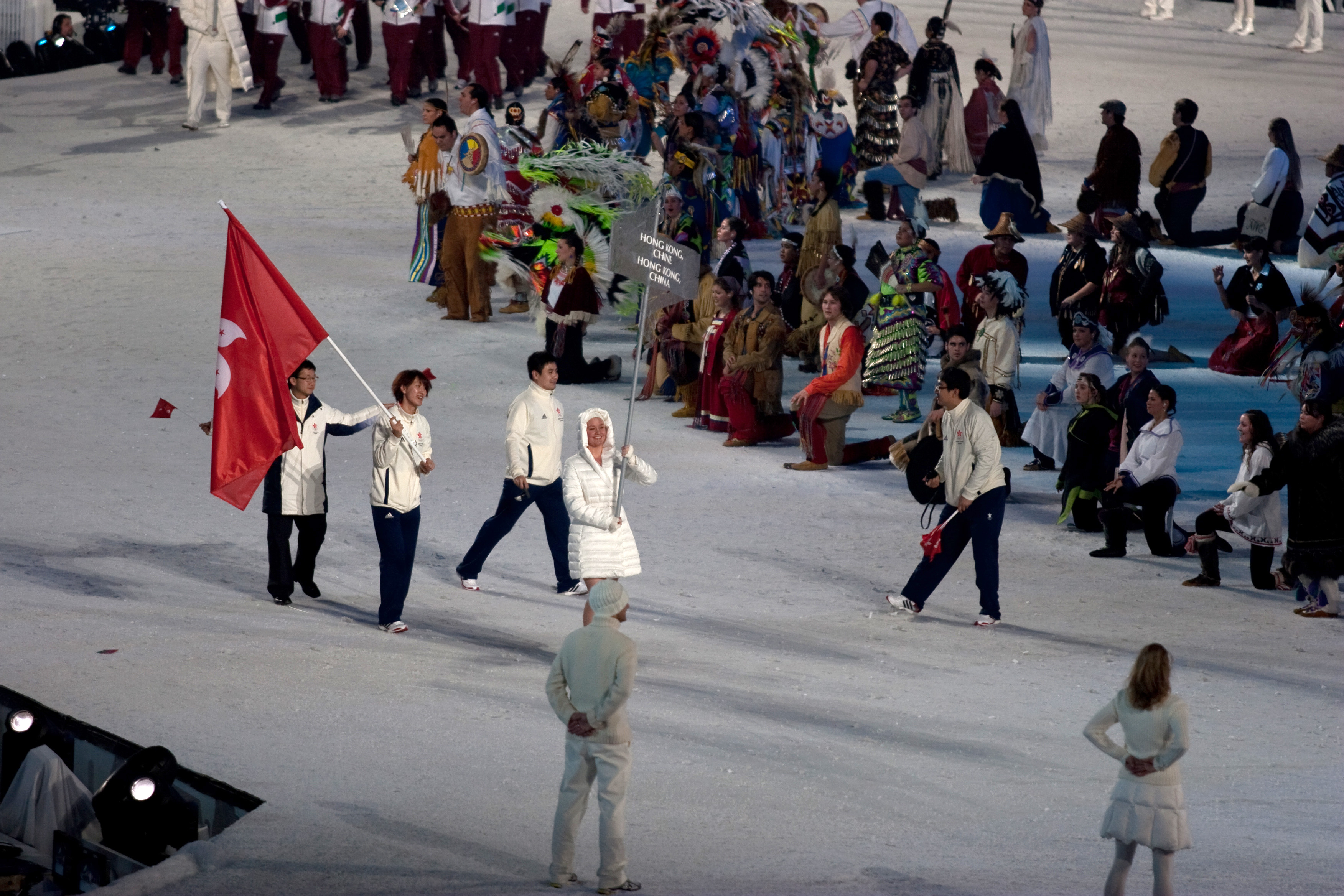
Einmarsch der Delegation aus Hongkong

Hongkong nahm an den Olympischen Winterspielen 2010 im kanadischen Vancouver mit einer Sportlerin im Shorttrack teil.

## Shorttrack
Frauen
- Han Yueshuang
500 m: 24. Platz
1000 m: 27. Platz
1500 m: 32. Platz